# Eufemià Fort i Cogul
Eufemià Fort i Cogul (la Selva del Camp, 1908 - Barcelona, 1979) fou un escriptor i historiador català.

## Biografia
De jove fou escolà de mossèn Joan Pié, historiador selvatà, de qui segurament va heretar el gust per la història local. Va ingressar a la carrera eclesiàstica i al seminari, i va col·laborar amb l'arxiver diocesà Mossèn Sanç Capdevila. Al cinquè curs va deixar la carrera i fou dels germans de la Doctrina Cristiana de Tarragona. Després va fer el servei militar i en acabar es va traslladar a Barcelona. Va ser un habitual de l'Arxiu de la Corona d'Aragó. Fou deixeble de Pompeu Fabra i obtingué el títol de professor de català de la Generalitat.
Ja de jove, a la Selva del Camp, va col·laborar amb el periòdic Brum i al Full selvatà i va signar alguns articles i publicacions amb els pseudònims Andreu Selvat i Cogul, Francesc A. Miquel, Miquel Albert o Artemi Folch, singularment alguns del "Episodis de la història".
Al final de la guerra va treballar en una fàbrica i després va tenir un negoci propi. Fou membre fundador de l'entitat Adesel (Agrupació de Selvatans residents fora vila) i fou l'ànima de la seva publicació, essent un dels principals suports de la col·lecció Analecta Selvatana.
Va morir a Barcelona el 1979. El seu fill Xavier Fort i Bufill fou un destacat periodista. La vila de la Selva li va dedicar un carrer el 25 de març de 1983 i el va declarar fill il·lustre el 7 de febrer del 1996.

## Obres
Fou l'autor de més de vint monografies científiques de caràcter local, conferenciant i divulgador de la història de la Selva del Camp i dels personatges principals de la vila. Entre les monografies cal destacar la dedicada al monestir de Santes Creus, on fou el fundador de l'Arxiu Bibliogràfic de Santes Creus (ABSC). Va guanyar diversos premis com a historiador i fou col·laborador de la Societat Catalana de Geografia.
Entre les seves obres cal destacar:
- Santes Creus, notes històriques i descriptives (1930)
- El beat Claret i l'arquebisbat de Tarragona (1949)
- Margarida de Prades (1960)
- El llibre de Valdossera (1968)
- La llegenda sobre Margarida de Prades (1970)
- Santes Creus de l'exclaustració ençà (1972)
- El senyoriu de Santes Creus (1973)
- Ramon Muntanyola, testimoni de reconciliació (1977)
- Ventura i Gassol, un home de cor al servei de Catalunya (1979)
- Sant Bernat Calbó, abat de Santes Creus i bisbe de Vic (1979)